# Szamos Rudolf
Szamos Rudolf (Szekszárd, 1929. június 10. – Szombathely, 2009. augusztus 4.) magyar író, kritikus. Írói álneve: R. Alisca.

## Életpályája és munkássága
Eredeti családneve Szamosújvári. 1950-ben kezdett a sajtó területén dolgozni, elsőként a Magyar Rádióban. Főszerkesztője volt a Vas Népének, és a Veszprém Megyei Naplónak. Felelős szerkesztőként dolgozott a Gondolat Könyvkiadónál, és publikált a Kortársban, a Nagyvilágban. Számos novellája, rádiójátéka hangzott el a Magyar Rádióban. Fordítóként és íróként is nevet szerzett, többek között ő fordította Charles de Gaulle Háborús emlékiratát. Ő a híres rendőrkutya, Kántor történetének, a sikeres, sok országban játszott tévésorozat alapjául szolgáló Kántor nyomoz című könyv szerzője.
Életének utolsó 12 évében oxigénpalack segítségével élt. 80. születésnapját még családja társaságában tölthette, de 2009. augusztus 4-én 80 évesen a szombathelyi kórházban elhunyt.

## Művei
- Bányászok (elbeszélés) 1953
- Amerikából jöttem... (regény) 1956
- Vérző város (irodalmi napló) 1957 (betiltva!) 2002[2]
- Ébredés - antológia (szerkesztő) 1959
- Barakkváros (szociográfia) 1960
- Kántor nyomoz (regény) 1970
- Kántor a nagyvárosban (regény) 1972
- A nyomok a hídra vezetnek (regény) 1979
- Kántor és Lux, a vagány (regény) 1990
- Kántor történetek (bővített kiadás) Szombathely 1990
- Kántor és Lux. Legenda két rendőrkutyáról; röv. új kiad.; Nótárius, Bp., 1997
- Vérző város. Napló. Budapest, 1956; Viza Kft., Veszprém, 2002

## Műfordításai
- Vidocq (egy kalandor a XVIII. sz.-ból) 1970
- René Andrieu - Jean Effel: Képes francia történelemkönyv 1971
- Charles de Gaulle: Háborús Emlékiratok I-III. 1973
- Gert von Paczensky: ... És jöttek a fehérek (történelmi regény) 1974

## Díjai, elismerései
- Csiang Kai-Sek emlékérem (1991)
- Aranytoll (2007)